# Tatyana Ovechkina

Tatyana Nikolayevna Ovechkina (cirílico:Татьяна Николаевна Овечкина) (Moscovo, 19 de março de 1950) é uma ex-basquetebolista russa que integrou a Seleção Soviética Feminina que conquistou as Medalhas de Ouro disputadas no XXI Jogos Olímpicos de Verão realizados em 1976 na Cidade de Montreal, Canadá e nos XXII Jogos Olímpicos de Verão realizados em 1980 na cidade de Moscou.